# ボブ・リチャーズ
ボブ・リチャーズ (The Rev. Robert "Bob" Eugene Richards、1926年2月20日 - 2023年2月26日)は、アメリカ合衆国の元陸上競技選手。棒高跳の選手として1948年ロンドンオリンピックから3大会連続出場を果たし、ヘルシンキ、メルボルン大会の連続金メダルを含め、3大会連続でメダルを獲得した。オリンピックの棒高跳で2つの金メダルを獲得したのは、現在に至るまでリチャーズただ一人である。
1956年メルボルン大会では十種競技にも出場しているが13位に終わっている。

## 主な実績
| 年   | 大会                   | 場所                           | 種目     | 結果 | 記録  |
| ---- | ---------------------- | ------------------------------ | -------- | ---- | ----- |
| 1948 | オリンピック           | ロンドン(イギリス)             | 棒高跳   | 銅   | 4.20m |
| 1951 | パンアメリカンゲームズ | ブエノスアイレス(アルゼンチン) | 棒高跳   | 金   | 4.50m |
| 1952 | オリンピック           | ヘルシンキ(フィンランド)       | 棒高跳   | 金   | 4.55m |
| 1955 | パンアメリカンゲームズ | メキシコシティ(メキシコ)       | 棒高跳   | 金   | 4.50m |
| 1955 | パンアメリカンゲームズ | メキシコシティ(メキシコ)       | 十種競技 | 銀   | 6886  |
| 1956 | オリンピック           | メルボルン(オーストラリア)     | 棒高跳   | 金   | 4.56m |